# Indiana Jones Adventure World
Indiana Jones Adventure World est un jeu d'aventure discontinué autrefois disponible sur le réseau social Facebook, sorti en 2011. Il s'agit du premier jeu réalisé par le studio de développement de Zynga à Boston. Adventure World  a été initialement créé indépendamment de la franchise d'Indiana Jones, mais à la suite d'un accord conclu entre Zynga et Lucasfilm, le personnage a fait son apparition en tant que caméo hors-écran.
Le 29 novembre 2011, Indiana Jones a été ajouté au jeu dans un chapitre dédié au personnage appelé « Calendar of the Sun ». C'est à ce moment que le titre a été modifié pour Indiana Jones Adventure World. Hal Barwood, co-scénariste et co-concepteur d' Indiana Jones et le destin de l'Atlantide et scénariste et concepteur d' Indiana Jones et la machine infernale, a travaillé sur la conception narrative du jeu.
Indiana Jones Adventure World a été l'un des nombreux titres fermés par Zynga vers la fin de l'année 2012 dans le cadre d'une mesure de réduction des coûts.

## Histoire
Le jeu se déroule en Amérique centrale dans les années 1930. Le personnage principal est un aventurier qui vient de rejoindre l'Adventure Society dans le but d'explorer des ruines antiques à la suite de l'établissement de son camp de base.

## Système de jeu
Le gameplay Indiana Jones Adventure World consistait à atteindre des objectifs en explorant des diverses cartes. L'une d'entre elles, « Calendrier du Soleil », permettait au joueur de faire équipe avec Indiana Jones afin de trouver un trésor perdu, soit un objet mythique capable de contrôler le temps.
Dans le jeu, la gestion de l'énergie est primordiale pour progresser efficacement. L'amélioration des outils permet d'optimiser cette ressource en réduisant le coût énergétique des actions. Toutefois, ces améliorations, bien que cruciales, nécessitent des pièces, une monnaie du jeu qui peut s'avérer difficile à accumuler en quantité suffisante.